# Paracles imitatrix
Paracles imitatrix är en fjärilsart som beskrevs av Rothschild 1922. Paracles imitatrix ingår i släktet Paracles och familjen björnspinnare. Inga underarter finns listade i Catalogue of Life.

## Bildgalleri

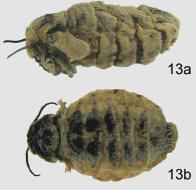
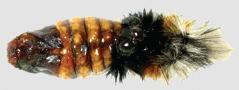
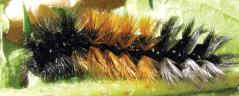
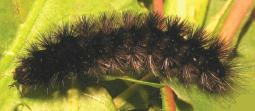
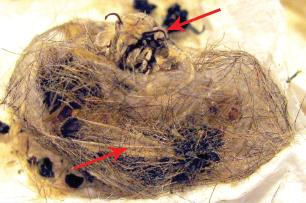